# Coccoloba portuguesana
Coccoloba portuguesana är en slideväxtart som beskrevs av Howard. Coccoloba portuguesana ingår i släktet Coccoloba och familjen slideväxter. Inga underarter finns listade i Catalogue of Life.